# 이덕희 (배우)
이덕희(1959년 12월 27일 ~ )는 대한민국의 배우이다. 1979년 KBS 공채 탤런트 6기로 데뷔했다.

## 학력
- 영등포여자고등학교 (졸업)

## 드라마
- 1979년 KBS1 《전설의 고향 - 홍살문》
- 1979년 KBS1 《전설의 고향 - 이어도》
- 1980년 KBS1 《인간가족 - 남숙이》
- 1980년 KBS1 《문예극장 - 소년의 비애》 ... 난수 역
- 1980년 KBS1 《문예극장 - 도둑맞은 가난》 ... 순임의 친구 역
- 1980년 KBS 역사드라마 항일투사 - 김정균 3부작 《승자와 패자》 ... 마야꼬 역
- 1980년 KBS1 맥 《다섯뫼의 푸른솔은》
- 1980년 KBS1 주간 드라마 《소망》 ... 정 간호원 역
- 1980년 KBS1 일요 역사드라마 《파천무》 ... 삼월 역
- 1981년 KBS2 주간연속극 《포도대장 - 추풍검》 ... 아랑(상길의 처) 역
- 1981년 KBS1 《TV문학관 - 사람의 아들》  ... 김순희 역
- 1982년 KBS2 주간연속극 《포도대장 - 박서방》 ... 박서방의 처 역
- 1982년 KBS 1TV 특집 3시간 드라마 《봄에는 개나리》 ... 유산댁 역
- 1982년 KBS1 《TV문학관 - 도예가의 마을》 ... 점례 역
- 1982년 KBS1 《TV문학관 - 감비천불붙이》 ... 만길네 역
- 1982년 KBS1 《TV문학관 - 소장수》 ... 최옥분 역
- 1982년 KBS1 일일연속극 《약속의 땅》 ... 금희 역
- 1983년 KBS1 일요 드라마 《대관령》
- 1983년 KBS1 아침 드라마 《큰딸》 ... 작은딸 혜미 역
- 1983년 KBS2 일일연속극 《남매》 ... 김옥필 역
- 1983년 KBS2 주간 드라마 《금남의 집》 ... 덕희 역
- 1983년 KBS2 주간 드라마 《청춘일기》
- 1983년 KBS1 《TV문학관 - 분례기》 ... 석분례 역
- 1983년 KBS1 《TV문학관 - 맹진사댁 경사》 ... 맹갑분 역
- 1983년 KBS1 《TV문학관 - 돌의 미소》 ... 조은정 역
- 1983년 KBS1 아침 드라마 《은하의 꿈》
- 1983년 KBS1 《TV문학관 - 뒷기미나루》 ... 심속득 역
- 1983년 KBS1 《TV문학관 - 약속》 ... 윤선의 역
- 1984년 KBS1 대하드라마 《독립문》 ... 옥란 역
- 1984년 KBS1 《TV문학관 - 황홀한 귀향》 ... 탁아영 역
- 1984년 KBS1 《TV문학관 - 거미의 성》  ... 황현애 역
- 1984년 KBS1 《TV문학관 - 저승새》 ... 남이 역
- 1984년 KBS2 《드라마게임 - 미혼의 뜰》 ... 서재우 역
- 1984년 KBS 일요가족석 가을맞이 특집 - 2시간 드라마 《가을꽃》 ... 이지원 역
- 1985년 KBS 주간극 《신부교실》 ... 문희 역
- 1985년 KBS1 《TV문학관 - 객지와 타향》 ... 차효순 역
- 1985년 KBS1 대하드라마 《새벽》... 혜진 역
- 1985년 KBS2 미니시리즈 《빛과 그림자》 ... 서은애 역
- 1986년 KBS1 대하드라마 《노다지》 ... 수희 역
- 1986년 KBS1 3.1절 특집 《님의 침묵》 ... 전정숙 역
- 1986년 KBS 역사드라마 선구자 - 생명의 불꽃 《태양인 이제마》 ... 환심 역
- 1986년 KBS2 《행복을 찾습니다 - 제4화 이런 사랑의 노래》 ... 김충희 역
- 1986년 KBS1 《TV문학관 - 신들의 주사위》 ... 정혜옥 역
- 1986년 KBS2 《드라마게임 - 당신의 부재》 ... 주희 역
- 1987년 KBS1 《TV 문학관 - 갈대의 고향》 ... 순녀 역
- 1987년 KBS1 대하드라마 《이화》 ... 이지수 역
- 1987년 KBS1 아침 드라마 《TV소설 - 영원한 미소》 ... 최계숙 역
- 1987년 KBS2 주간 드라마 《함 사세요》 ... 첫째딸 윤효진 역
- 1989년 KBS1 대하드라마 《역사는 흐른다》 ... 이규직 처(조완구) 역
- 1989년 KBS2 《드라마게임 - 생명의 나무》 ... 서윤혜 역
- 1990년 KBS2 《드라마게임 - 생명의 시작》 ... 혜련 역
- 1990년 KBS2 《드라마게임 - 닻》 ... 용진의 아내
- 1990년 KBS 8.15 특집드라마 《왕조의 세월》 ... 민갑완 역
- 1991년 KBS 특집드라마 《기다리는 빛》 ... 장은하 역
- 1991년 KBS1 대하드라마 《왕도》 ... 홍국영의 처, 월례 역
- 1991년 KBS2 대하드라마 《형》 ... 큰년이(박길녀) 역
- 1992년 KBS1 대하드라마 《삼국기》 ... 계백의 처, 아랑 역
- 1992년 KBS2 《드라마게임 - 동승》  ... 서울댁 역
- 1993년 SBS 시트콤 《오박사네 사람들》 ... 이 마담 역
- 1993년 KBS1 8.15 특집극 《시인과 광인》 ... 피희정 역
- 1994년 KBS2 대하드라마 《한명회》 ... 한명회의 처, 황려부부인 민씨 역
- 1994년 KBS 단막극 《인간극장 - 황혼의 그림자》 ... 도훈 아내 역
- 1995년 SBS 대하드라마 《장희빈》 ... 민유중의 부인, 풍창부부인 조씨 역
- 1995년 PSB 개국 특집 드라마 《해풍》  ... 문형의 큰누나 역
- 1995년 KBS2 일일연속극 《내 사랑 유미》 ... 차문주 역
- 1995년 KBS2 《드라마게임 - 복수》 ... 성애(백두산)처 역
- 1995년 KBS2 《드라마게임 - 내가 있는 풍경》... 원호율 역
- 1996년 SBS 아침 드라마 《때로는 타인처럼》 ... 윤혜진 역
- 1996년 SBS 수목 드라마 《형제의 강》 ... 오진숙(소희 모) 역
- 1997년 SBS 추석특집극 《약속》 ... 첫째 딸(김진화) 역
- 1997년 SBS 일일연속극 《행복은 우리 가슴에》 ... 유선미 역
- 1998년 SBS 아침 드라마 《겨울 지나고 봄》 ... 민현지 역
- 1998년 KBS1 대하드라마 《왕과 비》 ... 승평부대부인 박씨(월산대군의 부인, 인수대비의 큰며느리) 역
- 1998년 SBS 월화 드라마 《은실이》 ... 정순자 역
- 2000년 SBS 창사 10주년 특별기획 《덕이》 ... 임정애 역
- 2000년 KBS2 《드라마시티 - 꽃상여》 ... 엄마(윤씨) 역
- 2001년 KBS2 미니시리즈 《귀여운 여인》 ... 수리 모 역
- 2001년 KBS1 농촌 드라마 《대추나무 사랑걸렸네 - 3기》 ... 오덕순 역
- 2001년 KBS2 대하드라마 《명성황후》 ... 여흥부대부인 민씨 역
- 2002년 SBS 대하드라마 《야인시대》 ... 오숙근(김좌진의 첫째 부인, 김두한의 큰 어머니) 역
- 2003년 KBS1 아침 드라마 《TV소설 - 분이》 ... 김 여사 역
- 2003년 KBS1 대하드라마 《무인시대》 ... 최충헌의 처, 송씨 역
- 2004년 SBS 대하드라마 《장길산》 ... 안 무당 역
- 2004년 KBS 설날특집드라마 《깍두기》 ... 홍시마님 역
- 2005년 EBS 문화사드라마 《지금도 마로니에는》 ... 정금성 역
- 2005년 KBS2 월화 드라마 《러브홀릭》 ... 강욱 모 역
- 2006년 KBS1 대하드라마 《서울 1945》 ... 조순이 역
- 2006년 KBS1 아침 드라마 《TV소설 - 순옥이》 ... 김명자 역
- 2007년 SBS 금요 드라마 《소금인형》 ... 소영의 생모, 송씨 역
- 2007년 KBS2 《드라마시티 - 그녀들의 동행》 ... 정희 모 역
- 2008년 KBS2 《드라마시티 - 아버지의 이름으로》 ... 안동댁 역
- 2008년 KBS2 미니시리즈 《쾌도 홍길동》 ... 김씨 부인 역
- 2008년 KBS1 아침 드라마 《TV소설 - 큰 언니》 ... 닥실(안연화) 역
- 2008년 KBS2 납량특집 드라마 《전설의 고향 - 귀서》 ... 문정왕후 윤씨 역
- 2009년 KBS2 아침 드라마 《장화, 홍련》 ... 장화 모 역
- 2009년 KBS2 주말연속극 《솔약국집 아들들》 ... 이은정 역
- 2009년 KBS2 미니시리즈 《천하무적 이평강》 ... 연나부 역
- 2010년 KBS1 대하드라마 《거상 김만덕》 ... 홍수 모 역
- 2010년 MBC 대하드라마 《김수로》 ... 아진의선 역
- 2010년 KBS2 드라마 스페셜 《락 락 락》 ... 수연 모 역
- 2011년 SBS 일일연속극 《당신이 잠든 사이》 ... 신숙희 역
- 2011년 JTBC 토일 드라마 《인수대비》 ... 최 상궁 역
- 2012년 SBS 일일연속극 《그래도 당신》 ... 서남주 역
- 2012년 KBS2 미니시리즈 《울랄라 부부》 ... 여옥 모 역
- 2013년 JTBC 일일연속극 《가시꽃》 ... 이진숙 역
- 2013년 KBS2 미니시리즈 《직장의 신》 ... 진미자 역
- 2014년 KBS1 대하드라마 《정도전》 ... 명덕태후(공원왕후) 역
- 2014년 MBC 일일연속극 《소원을 말해봐》 ... 김추자 역
- 2015년 SBS 아침연속극 《황홀한 이웃》 ... 임연옥 역
- 2016년 KBS2 일일연속극 《다시, 첫사랑》 ... 홍미애 역
- 2017년 KBS2 일일연속극 《내 남자의 비밀》 ... 박지숙 역
- 2018년 SBS 드라마 스페셜 《흉부외과 - 심장을 훔친 의사들》 ... 오정애 역
- 2019년 KBS2 수목드라마 《왜그래 풍상씨》 ... 신봉자 역
- 2019년 KBS2 일일연속극 《태양의 계절》 ... 장정희 역
- 2019년 SBS 아침연속극 《맛 좀 보실래요》 ... 오옥분 역
- 2022년 tvN 월화드라마 《미씽 : 그들이 있었다 2》 ...김명자 역
- 2023년 ENA 월화드라마 《남남》 ... 금순 역
- 2024년 SBS 금토드라마 《굿파트너》 ... 유지영의 어머니 역

## 라디오
- 2012년 : EBS FM 《라디오 소설》 - 덕혜옹주[1]

## 수상
- 1986년 제22회 백상예술대상 인기상